# Martina Leierová
Martina Leierová je česká novinářka a spisovatelka. Narodila se a vyrůstala v Praze, vystudovala mezinárodní finance a poté procestovala velkou část světa, žila delší dobu v Indii, ve Washingtonu D.C., New Yorku nebo Vídni. Její příspěvky a rozhovory se objevily v Hlasu Ameriky, v Českém rozhlase, a v řadě českých periodik. Po návratu do Prahy působila několik let jako redaktorka Lidových novin. Poté strávila čtyři roky v Tokiu, kde napsala knihu Dům s vypůjčeným výhledem, a odkud přispívala mimo jiné do rubriky Dopisy z … v Respektu. Nyní[kdy?] žije s rodinou v Římě. V roce 2020 vyšel její Deník z římské karantény v knize Doba koronavirová (nakladatelství Zeď). V roce 2021 vydala román Tohle město, tahle řeka (nakladatelství Host).

## Dílo
- Dům s vypůjčeným výhledem, 2017
- Doba koronavirová (text Deník z římské karantény), 2020
- Tohle město, tahle řeka, 2021